# 妥瑞氏症
妥瑞氏症又稱抽动秽语综合征、托雷氏症、杜雷氏症，是一种始于儿童期或青春期，以抽动（tics）为主要症状的常见神經發展障礙；其抽动以多种运动性抽动（movement/motor tics）和至少一种发声性抽动（vocal/phonic tic）为特征。
妥瑞氏症具有遺傳性的神經內科體徵，通常發生於學齡前至青春期前，部分患者會在青春期後大幅減輕症狀；其症狀包含聲音型和運動型抽動綜合症，會不受自主控制地發出清喉嚨的聲音或聳肩、搖頭晃腦等。患者本身並非故意或習慣性做出這些動作，其症狀乃肇因於腦內多巴胺不平衡。治療方式一般採取抗精神病藥抑制症狀，或行為治療等。症狀通常時好時壞，與患者所處環境造成的心理壓力有一定的相關性，家庭、學校與社會對此疾病的不認識或多或少會加深正常人與妥瑞氏症患者間的誤解，進而誘發更強烈的症狀。常見的誤解例如：把妥瑞氏症患者當成調皮搗蛋的壞習慣，進而要求患者以接受體罰等方式刻意矯正其抽動症狀。
抽動症在單一妥瑞氏症患者身上亦非一成不變，聲音型抽動症患者有可能轉變或合併成為運動型抽動症。
通常，妥瑞氏症不會只以單一的聲音型或運動型抽動症狀出現，常伴隨強迫症、穢語症、注意力缺失與過動症等。其確診亦不能以單一抽動症狀的發生而斷言之。另外，妥瑞氏症常被誤診為氣喘、眼睛過敏或呼吸道綜合症等，在（被）診斷時需格外留意。

## 诊断
1885年，妥瑞氏症首先由法国医生乔治·吉勒·德拉图雷特发现并描述，是一种非常严重的抽動性疾病，包括运动抽動、声音抽動以及综合抽動。诊断标准包括：在18岁以前发病，有不断復发、无法由意志控制、快速且盲目的影响大部分肌肉群的动作痉挛或多种声音痉挛。在一个阶段内，可能的严重程度可以有变化，而症状會持续一年以上。
值得注意的是，该诊断标准是相对於個人，並不是绝对的。很少有妥瑞氏症的发病在21岁后，且「无法由意志控制」的標準很难定义。实际上，有些病人会有一种内部意志驱使运动的感觉，并伴随着心理紧张以及焦虑。该诊断标准裡，并没有提及妥瑞氏症病人经常会表现出来的其他缺陷，例如：注意力问题、强迫症以及ADHD问题。
根據美國精神醫學會精神疾病診斷與統計手冊第五版（DSM-Ⅴ），妥瑞氏症必須符合以下條件：
1. 病程中某段時間，曾出現多樣動作型抽動（motor tic）及一種或多樣聲語型抽動（vocal tic），並不需要同時存在。
2. tics頻率時好時壞，但從第一樣抽動出現，時間已持續一年以上
3. 症狀在十八歲以前出現
4. 非起因於物質（如可卡因）使用之生理效應或其它疾病（如亨丁頓舞蹈症、病毒後腦炎）所造成。

## 症狀
症狀多元且因人而異，且會隨環境而症狀程度有所差異，例如患者的精神壓力狀況。常見症狀有：身體特定部位抽動（例如抖肩膀、甩頭、眨眼等）、說話速度快速、發出噪音、重複廣播或電視所聽過的話、說話搭配特定的口頭禪或語句等等。

## 治療和管理

### 藥物治療
常用於控制妥瑞氏症的藥物有 Haldol（好度液）、齊拉西酮（Ziprasidone）、Pimozide（哌迷清；匹莫齊特）、Resperidol（理思必妥）、安立復（Abilify）等藥物。皆有其效果及副作用。上述抗精神病藥物多需搭配對應的抗副作用藥物使用，例如安立復常需配合苯海索（Benzhexol）使用。
| 分類                                                    | 適應症     | 藥品學名 | 藥品商品名 | 作用機轉 | 副作用 |
| ------------------------------------------------------- | ---------- | -------- | ---------- | -------- | ------ |
| 正腎上腺素致效劑                                        | 抽动综合症 |          |            |          |        |
| 典型抗精神病劑 (多巴胺受體 D2拮抗劑）                   | 抽动综合症 |          |            |          |        |
| 非典型抗精神病劑 (多巴胺受體 D2及血清素5-HT2拮抗劑)     | 抽动综合症 |          |            |          |        |
| 非典型抗精神病劑 (多巴胺受體 D2及血清素5-HT2部份致效劑) | 抽动综合症 |          |            |          |        |
| 多巴胺消除劑                                            | 抽动综合症 |          |            |          |        |

### 行為治療
認知行為治療和習慣反轉訓練可以用來訓練妥瑞氏症（合併強迫症）患者來察覺與自我管理抽動綜合症，此兩種訓練需要由專業的心理師負責執行，其效度尚待大規模統計資料來確立。
坊間有許多民俗療法如氣功等，尚無大規模統計資料來確立其效度。
一些醫學研究指出，正念减压(MBSR)課程有對於妥瑞症的症狀減輕來說有一定的統計學顯著性。

### 手術
已知的手術治療方式有腦深層刺激手術，為實驗性質侵入性治療方式，醫師通常不會主動建議使用手術治療妥瑞氏症。

## 著名病友
- 马翰默德·阿卜杜勒-劳夫，美國NBA聯盟職業籃球運動員。[11][12][13][14][15]
- 詹姆斯·邁克爾·伊森赫許（英语：Jim Eisenreich），美國大聯盟的職業棒球運動員。[16]
- 塞缪尔·约翰逊，英國文人，文評家、詩人、散文家、傳記家。[11][12][13]
- 比莉 艾利殊，美国女唱作歌手

## 文化影响

### 影视作品
- 2008年美国电影《叫我第1名》（Front of the Class），讲述一名妥瑞氏症患者通过自强不息的努力，成为一名优秀教师的真实故事。
- 2010年德國電影《文生去看海（德语：Vincent will Meer）》講述妥瑞氏症。[17]
- 2014年韓國迷你連續劇《沒關係，是愛情啊》（괜찮아, 사랑이야），李光洙 (演員)飾演的配角患有妥瑞氏症。
- 2017年台灣偶像劇《浮士德的微笑》，劉奕兒飾演的女主角患有妥瑞氏症。
- 2018年台灣電視電影《阿青，回家了》，沈建宏飾演的男主角-楊青，患有妥瑞氏症。
- 2018年印度電影《我的嗝嗝老师》(英語：hichki），导演：Siddharth Malhotra ，主演：拉妮·玛克赫吉（Rani Mukherjee）
- 2019年美国电影《布鲁克林秘案》，爱德华·诺顿饰演的男主角患有妥瑞氏症。
- 2020年新加坡電視劇《快乐王子》（Happy Prince），陳羅密歐飾演的男主角患有妥瑞氏症。

### 出版物
- 《站在學生前面》，遠流出版。
- 《勇氣之歌》，智園出版。
- 《又抖又叫——鬥陣妥瑞症》，新迪出版。
- 《我生氣，但我更爭氣！》，張老師文化。
- 《我不是外星人》，褔地出版。
- 《我的嗝嗝老師》出品公司印度YRF電影公司中國電影集團公司
- 《阿內喔》，怎麼了出版

## 延伸阅读
- Murray, T J. . BMJ. 1979-06-16, 1 (6178): 1610-1614. ISSN 0959-8138. PMC 1599158 . PMID 380753. doi:10.1136/bmj.1.6178.1610 （英语）.
- Stern, J S; Burza, S; Robertson, M M. . Postgraduate Medical Journal. 2005-01-01, 81 (951): 12-19  [2025-03-07]. ISSN 0032-5473. PMC 1743178 . PMID 15640424. doi:10.1136/pgmj.2004.023614. （原始内容存档于2024-12-07） （英语）. It is now widely accepted that Dr Samuel Johnson had Tourette's syndrome.
- Wiltshire, John. . Cambridge: Cambridge university press. 1991. ISBN 978-0-521-38326-4.
- DeMaria, Robert. . Blackwell critical biographies 1st publ. Paperback ed. Oxford: Blackwell. 1994. ISBN 978-1-55786-664-6.
- Kushner, Howard I. . Harvard University Press. 2009-06-30. ISBN 978-0-674-03986-5 （英语）.
- Olson, Steve. . Science. 2004-09-03, 305 (5689): 1390-1392  [2025-03-07]. ISSN 0036-8075. PMID 15353772. doi:10.1126/science.305.5689.1390. （原始内容存档于2022-10-23） （英语）.

## 外部連結
- 中的“妥瑞氏症”
- Tourette's Syndrome: minimizing confusion（页面存档备份，存于）—a blog by Roger Freeman, MD, clinical head of the Neuropsychiatry Clinic, British Columbia's Children's Hospital, professional advisory board member of the Tourette Syndrome Foundation of Canada, and former member of the Tourette Syndrome Association Medical Advisory Board. Dr. Freeman has over 180 journal-published articles on PubMed.（页面存档备份，存于）
- James Naughtie talks to Touretteshero co-founder Jess Thom（页面存档备份，存于）, BBC Radio 4, 19 April 2012